# (6481) Tenzing
(6481) Tenzing (1988 RH2) – planetoida z pasa głównego asteroid okrążająca Słońce w ciągu 3,44 lat w średniej odległości 2,28 j.a. Odkryta 9 września 1988 roku.